# Rick & Steve: The Happiest Gay Couple in All the World
Rick & Steve: The Happiest Gay Couple in All the World (littéralement « Rick & Steve, le couple gay le plus heureux du monde ») ou Rick et Steve au Québec, est une série télévisée d'animation en quatorze épisodes de 22 minutes créée par Q. Allan Brocka, produite par Cuppa Coffee Studios, et diffusée entre le 10 juillet 2007 et le 27 janvier 2009 sur Logo. Série humoristique et trash, elle est destinée à un public gay et lesbien.
Au Québec, elle a été diffusée à partir du 7 septembre 2008 sur Télétoon. Elle reste inédite dans les autres pays francophones.

## Distribution

### Voix originales
- Will Matthews : Rick
- Peter Paige : Steve
- Q. Allan Brocka : Franz Nerdlinger
- Wilson Cruz : Evan
- Alan Cumming : Chuck
- Taylor M. Dooley : Dana
- Billy West : Dr Hunk
- Margaret Cho : Condie Ling
- Emily Brooke Hands (pl) : Kirsten
- Lori Alan : Dixie
- Lorna Luft : Joanna

### Voix françaises
- Laurent Stocker : Rick
- Emmanuel Lemire : Steve
- Rémi Caillebot : Evan
- Eric Challier : Chuck
- Isabelle Bouchemaa : Dana
- Maëlys Ricordeau : Condie Ling
- Sylvia Conti : Kirsten

### Voix québécoises
- Hugolin Chevrette : Rick
- Martin Watier : Steve
- Gabriel Lessard : Franz Nerdlinger / Evan
- André Montmorency : Chuck
- Valérie Gagné : Dana
- Antoine Durand : Dr Hunk
- Marika Lhoumeau : Condie Ling
- Geneviève Désilets : Kirsten
- Magalie Lépine-Blondeau : Dixie
- Johanne Garneau : Joanna

 Source et légende : version québécoise (VQ) sur Doublage.qc.ca